# Pescăruș negru
Pescărușul negru (Larus marinus) este cel mai mare pescăruș răspândit în Europa, America de Nord și pe câteva insule din Oceanul Atlantic. Biomul său natural este țărmul mării sau malurile marilor lacuri sau râuri. Este parțial migrator, majoritatea indivizilor migrează spre sud pe timpul iernii, pescărușii de uscat migrând de obicei doar către lacurile mai mari neghețate. 

## Taxonomie
Pescărușul negru a fost una dintre numeroasele specii descrise inițial de Carl Linnaeus în cea de-a 10-a ediție din 1758 a Systema Naturae și poartă încă numele său original de Larus marinus. Denumirea științifică provine din latină. Larus pare să se fi referit la un pescăruș sau la o altă pasăre mare de mare. Denumirea specifică marinus înseamnă „marin”. Acest lucru precede taxonomia linneană, deoarece a fost numit Larus ingens marinus de Carolus Clusius.

## Descriere

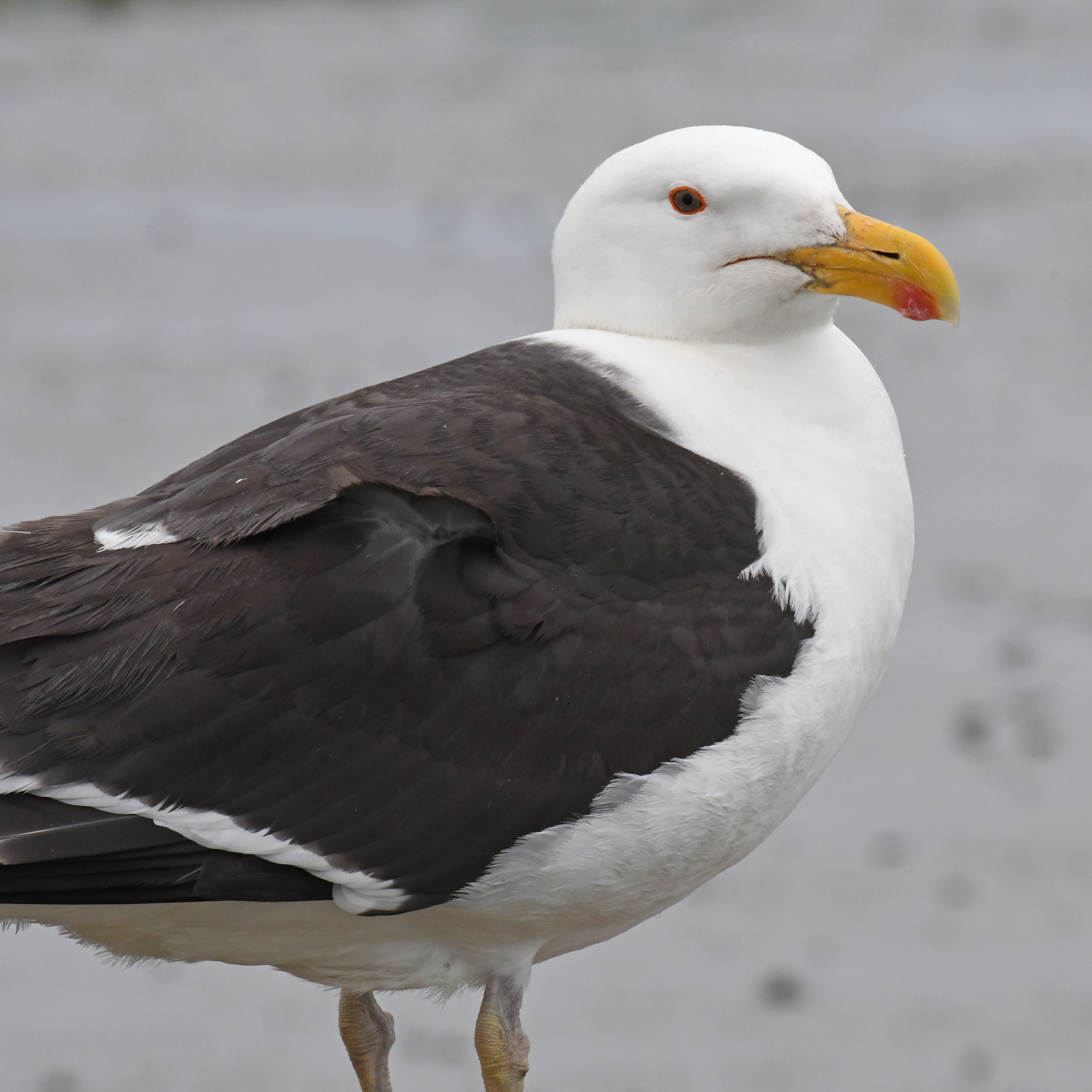
Este cel mai mare pescăruș din lume

Acesta este cel mai mare pescăruș din lume, considerabil mai mare decât pescărușul argintiu (Larus argentatus). Doar alți câțiva pescăruși, inclusiv pescărușul asiatic (Ichthyaetus ichthyaetus) și pescărușul de ghețuri (Larus hyperboreus), se apropie de dimensiunea acestei specii. Are o lungime de 64-79 cm, o anvergură a aripilor de 1,5-1,7 m și o greutate corporală de 0,75-2,3 kg. Unii pescăruși adulți care au acces la pescăriile din Marea Nordului pot cântări până la aproximativ 2,5 kg și o medie de 1,96 kg.
Pescărușul negru are un aspect voluminos și impunător, cu un cioc mare și puternic. Măsurătorile standard sunt următoarele: ciocul măsoară între 5,4 și 7,25 cm, coarda aripilor măsoară între 44,5 și 53 cm, iar tarsul măsoară între 6,6 și 8,8 cm. Pescărușul negru adult este destul de distinctiv, deoarece nici un alt pescăruș foarte mare cu colorație negricioasă pe aripile superioare nu se întâlnește în general în Atlanticul de Nord. Picioarele sunt rozalii, iar ciocul este galben sau galben-roz, cu ceva portocaliu sau roșu aproape de vârful inferior al ciocului.

## Hrană

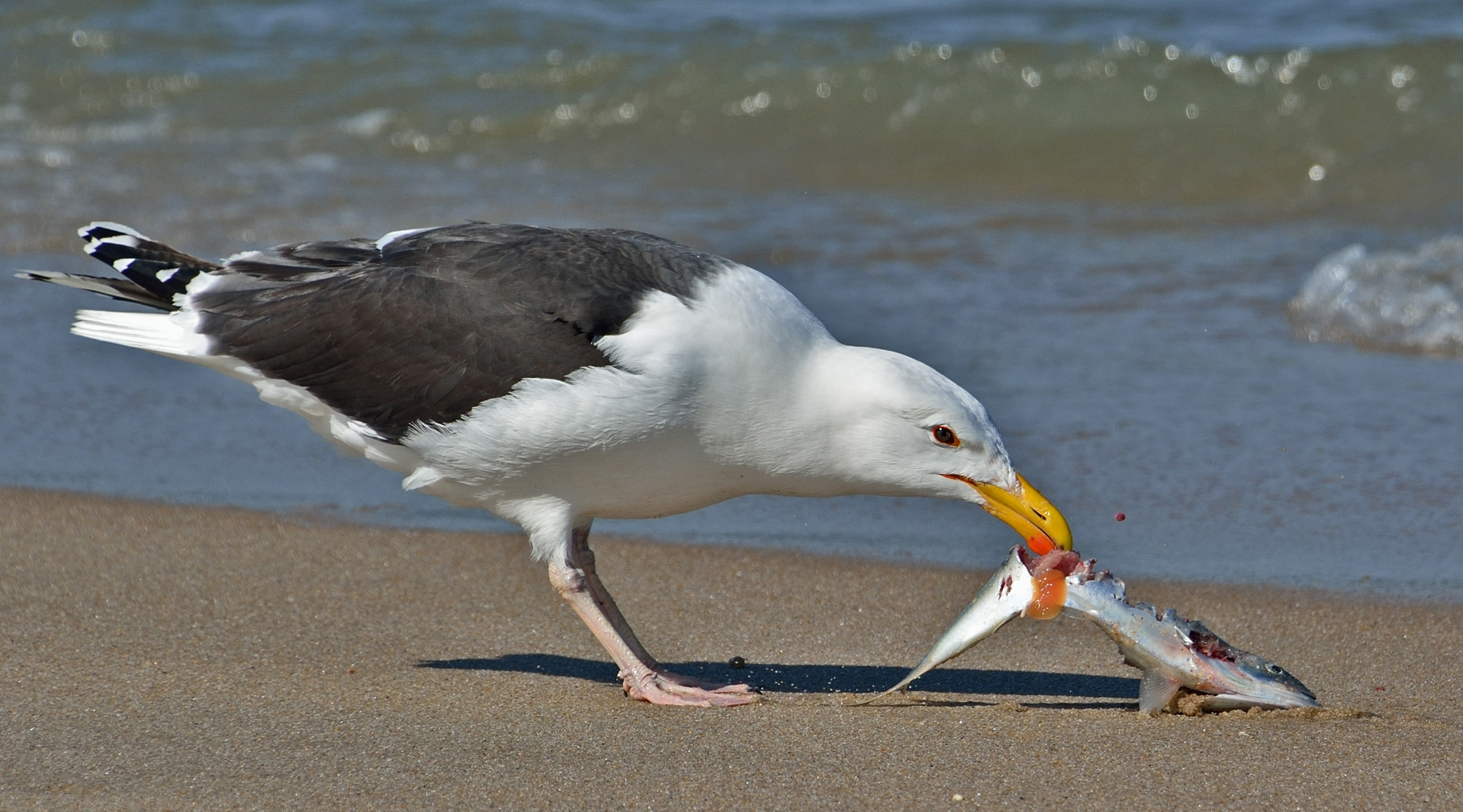
Adult Larus marinus cu pește, New Jersey, Statele Unite

Pescărușii negrii sunt hrănitori oportuniști, prădători de vârf și sunt foarte curioși. Ei vor cerceta orice organism mic pe care îl întâlnesc și vor mânca cu ușurință aproape orice pot înghiți. Un studiu efectuat pentru a investiga cât timp își petrec pescărușii căutând hrană la gropile de gunoi din Massachusetts a constatat că pescărușii negrii au fost observați căutând în mod activ hrană doar 19% din timpul petrecut acolo, mâncând mai puțin gunoi decât alți pescăruși obișnuiți și petrecându-și cea mai mare parte a timpului la adăpost sau zăbovind.
Ca majoritatea pescărușilor, pescărușul negru capturează în mod regulat pești, iar orice pește mai mic decât el găsit aproape de suprafața apei este o pradă potențială. Spre deosebire de majoritatea pescărușilor Larus, aceștia sunt foarte prădători și vânează și ucid frecvent orice pradă mai mică decât ei, comportându-se mai mult ca un răpitor decât ca un pescăruș tipic. Atunci când atacă alte animale, atacă de obicei ouăle de păsări marine, puii de cuib sau puii de pasăre la cuib, probabil cele mai numeroase fiind rândunelele, dar incluzând și specii mai mici de pescăruși, precum și eidere, gâște de mare și diverse alcide.
Majoritatea alimentelor sunt înghițite întregi, inclusiv majoritatea peștilor și chiar alți pescăruși. Atunci când hrana este prea mare pentru a fi înghițită dintr-o dată, aceasta este uneori scuturată în cioc până când se desface în bucăți. La fel ca alți pescăruși, atunci când capturează moluște sau alte lucruri cu suprafață dură, cum ar fi ouăle, vor zbura în aer cu ele și le vor lăsa pe pietre sau pe pământ dur pentru a le sparge. Hrana alternativă, inclusiv fructele de pădure și insectele, sunt consumate atunci când sunt disponibile. Aceștia exploatează cu ușurință sursele ușoare de hrană, inclusiv liniile de pescuit făcute de bărci pe mare. Aceștia sunt cleptoparaziți pricepuți care piratează cu ușurință peștii și alte prăzi capturate de alte păsări și domină alți pescăruși atunci când îi întâlnesc.

## Galerie

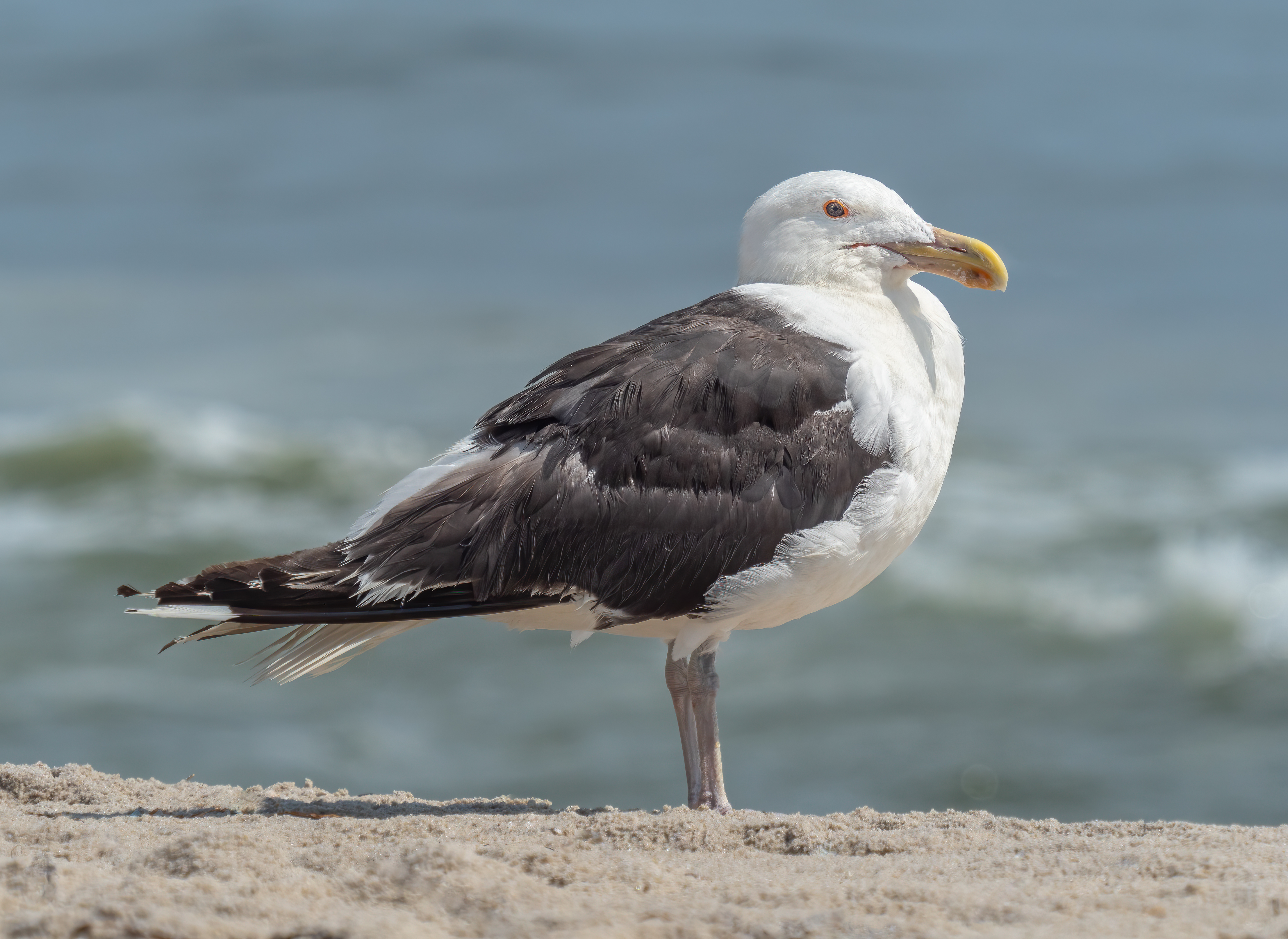
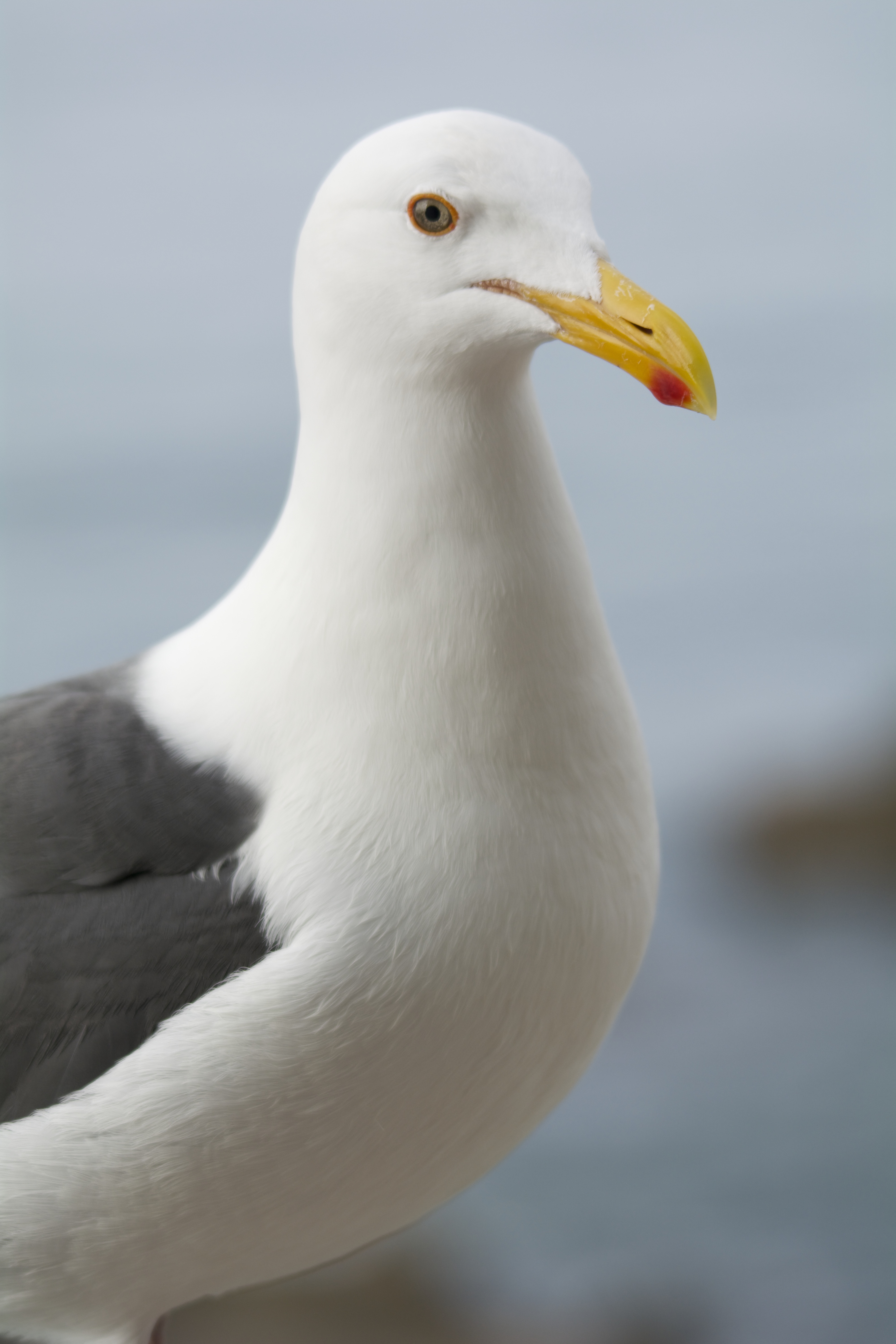
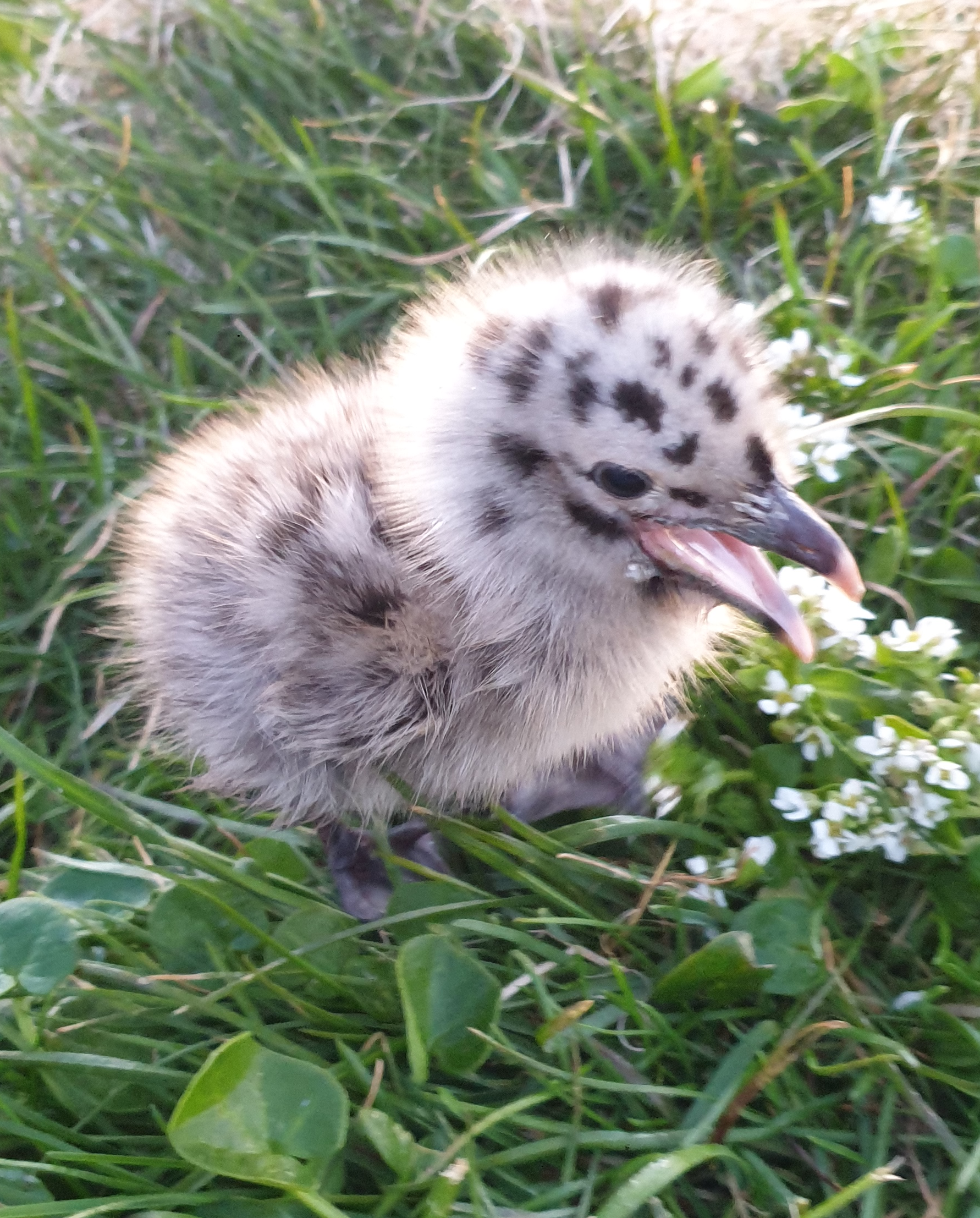
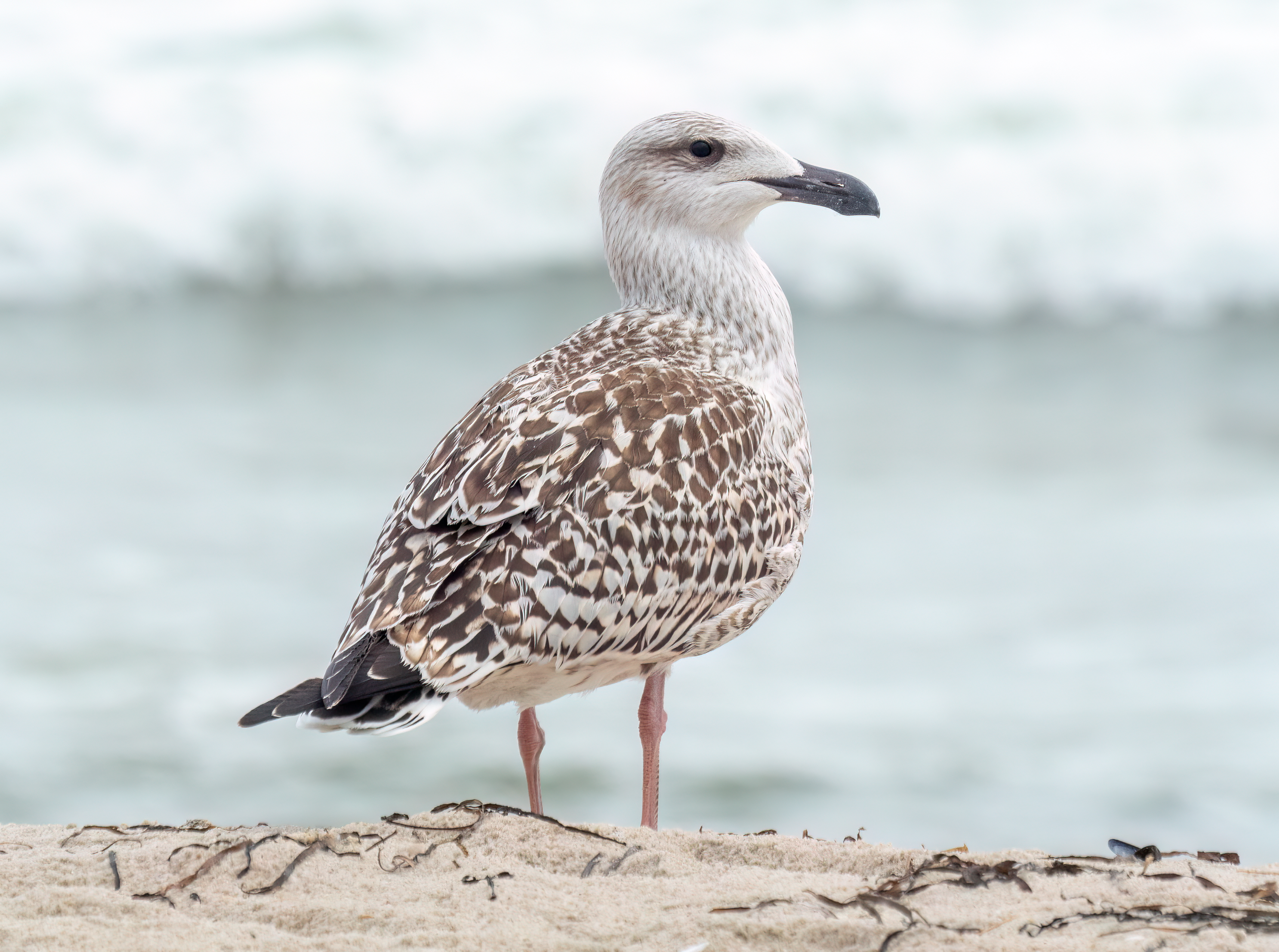